# Белая башня (Салоники)

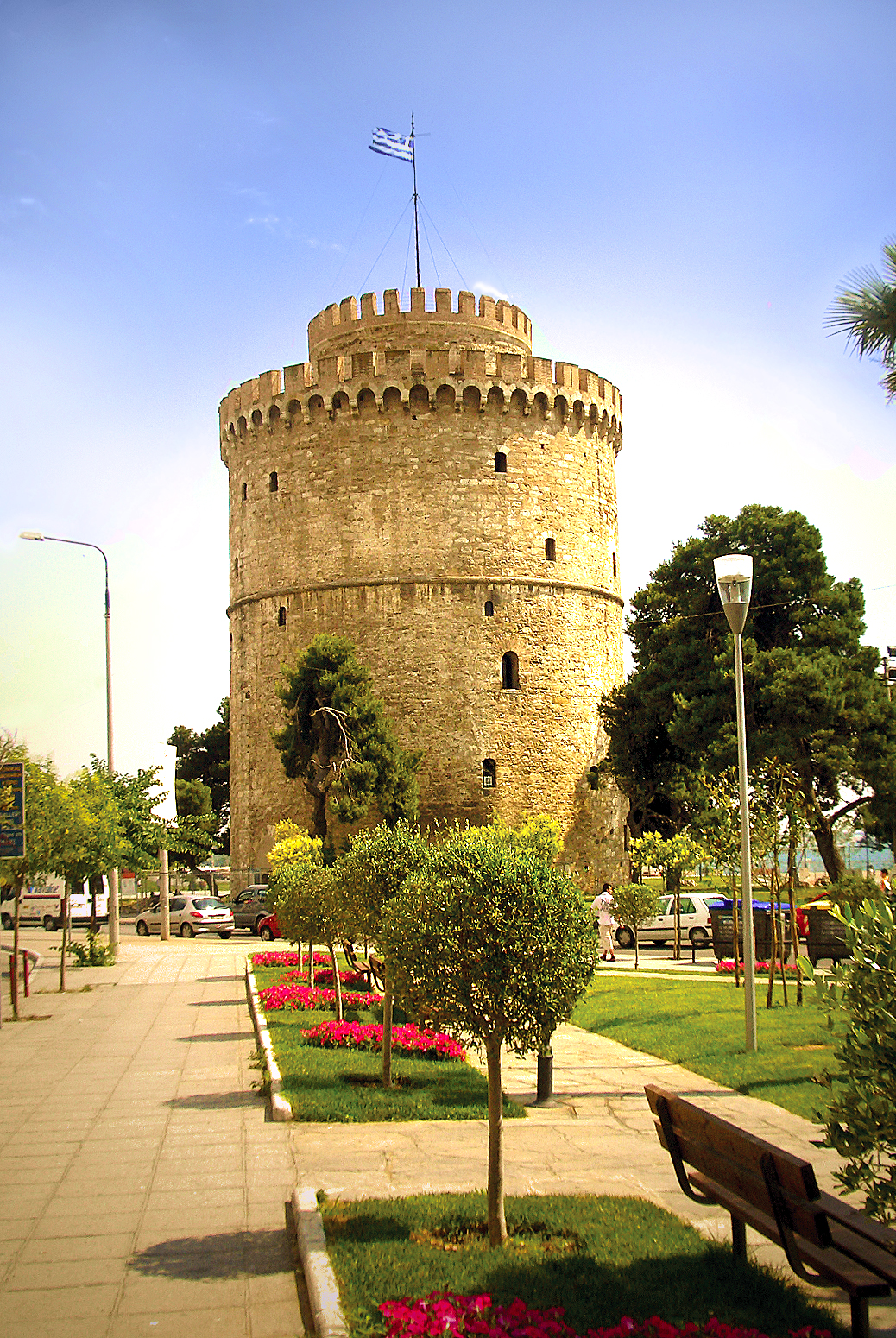
Белая Башня

Белая башня в Салониках (греч. Λευκός Πύργος, тур. Beyaz Kule) – памятник архитектуры и музей в прибрежном районе города Салоники, Греция. Башня, хоть и называется «белой», имеет цвет буйволовой кожи. Она находится на улице Победы (οδος Νίκης) на берегу залива Термаикос Эгейского моря. В ней находится музей Византии, она является одной из главных достопримечательностей города. Недалеко от Белой башни расположен отель Македония Палас и памятник Александру Македонскому.
Изначально построенная турками как оборонительное сооружение, Белая башня стала печально известной тюрьмой и местом массовых казней. Она была существенным образом реконструирована и побелена после того, как в 1912 году город перешёл под власть Греции. Бывшая «Кровавая башня» превратилась в «Белую башню», которую мы знаем сегодня. Она стала символом города, а также символом греческого суверенитета Македонии.

## Архитектурные особенности

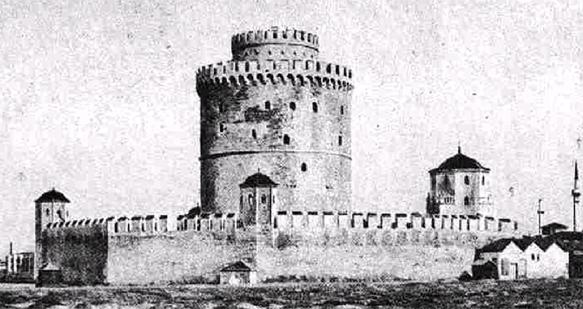
Белая башня в 1912. Видна обрамляющая башню камиза, снесённая в том же году.

Белая башня имеет форму цилиндра диаметром 23 метра, высотой 27 метров. На вершине башни имеется башенка диаметром 12 метров, высотой 6 метров. Доступ к некоторым амбразурам внешней стены осуществляется со спиралевидного пандуса, к остальным – из центрального зала на каждом из шести этажей. На крыше верхней башенки расположена площадка диаметром 10 метров. Вокруг башенки – площадка шириной около 5 метров.
В течение времени башня была коренным образом реконструирована. Согласно ранним изображениям, крыша башни была конусообразной, так же как в крепостях Йедикюле и Румелихисар в Стамбуле. Вплоть до 1917 года у подножия башни стояла камиза, защищающая площадь в три раза превышающую диаметр башни и прикрывающая тяжёлые орудия. Восьмиугольные башенки камизы и капониров позволяли вести огонь на подступах к башне. Неясно, была ли камиза построена изначально, или была пристроена позже.

## История

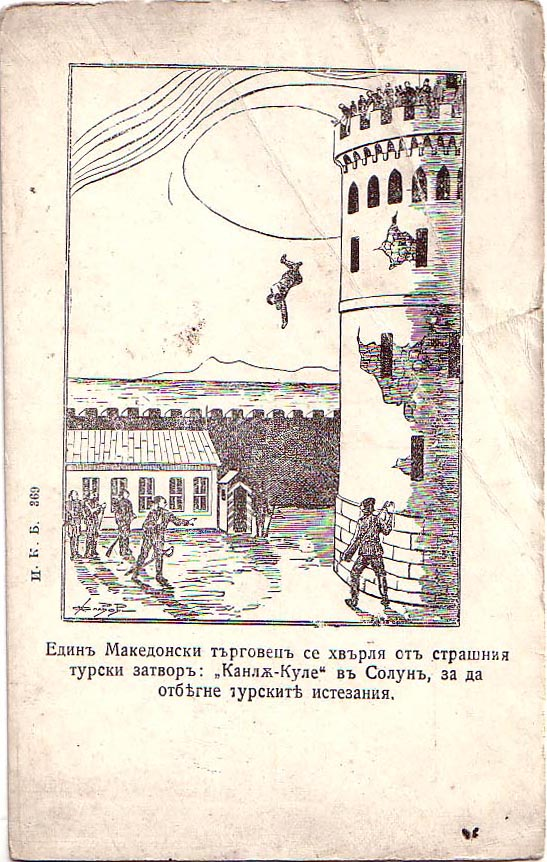
Узник, прыгающий с башни, дабы избежать пыток

Долгое время считалось, что башня, прикрывающая восточный фланг городских стен, была построена венецианцами, которым Византия уступила город в 1423 году. Но теперь доподлинно известно, что она была построена турками после того, как армия султана Мурада II захватила Салоники в 1430 году. Вплоть до 1912 года на стене башни имелась надпись на османском языке, датировавшая постройку 942 годом по Хиджре (1535—1536). Историк Франц Бабингер считал, что башня была построена великим османским архитектором Синаном, который известен авторством многих фортификационных сооружений, в том числе, подобной башни в албанском порту Валона, сооруженной в 1537 году. Возможно, что Белая башня была построена на месте старой башни, построенной византийцами и упоминавшейся в XII веке в трудах архиепископа Евстафия Солунского.
Белая башня последовательно использовалась османами как форт, казарма и тюрьма. В 1826 году указом султана Махмуда II здесь была учинена расправа над узниками. После этого она получила название «Кровавая башня» или «Красная башня», которое носила до конца XIX века.
Башня на протяжении многих столетий была частью городской стены Салоник. Она отделяла еврейский квартал города от еврейских и мусульманских кладбищ. Городские стены были снесены в 1866 году. После Первой Балканской войны, в 1912 году, башня была побелена, это было символическим жестом, изображающим «очищение» башни. С этого момента башня приобрела сегодняшнее название. В марте 1913 года недалеко от Белой башни был убит король Греции Георг I.

## Галерея

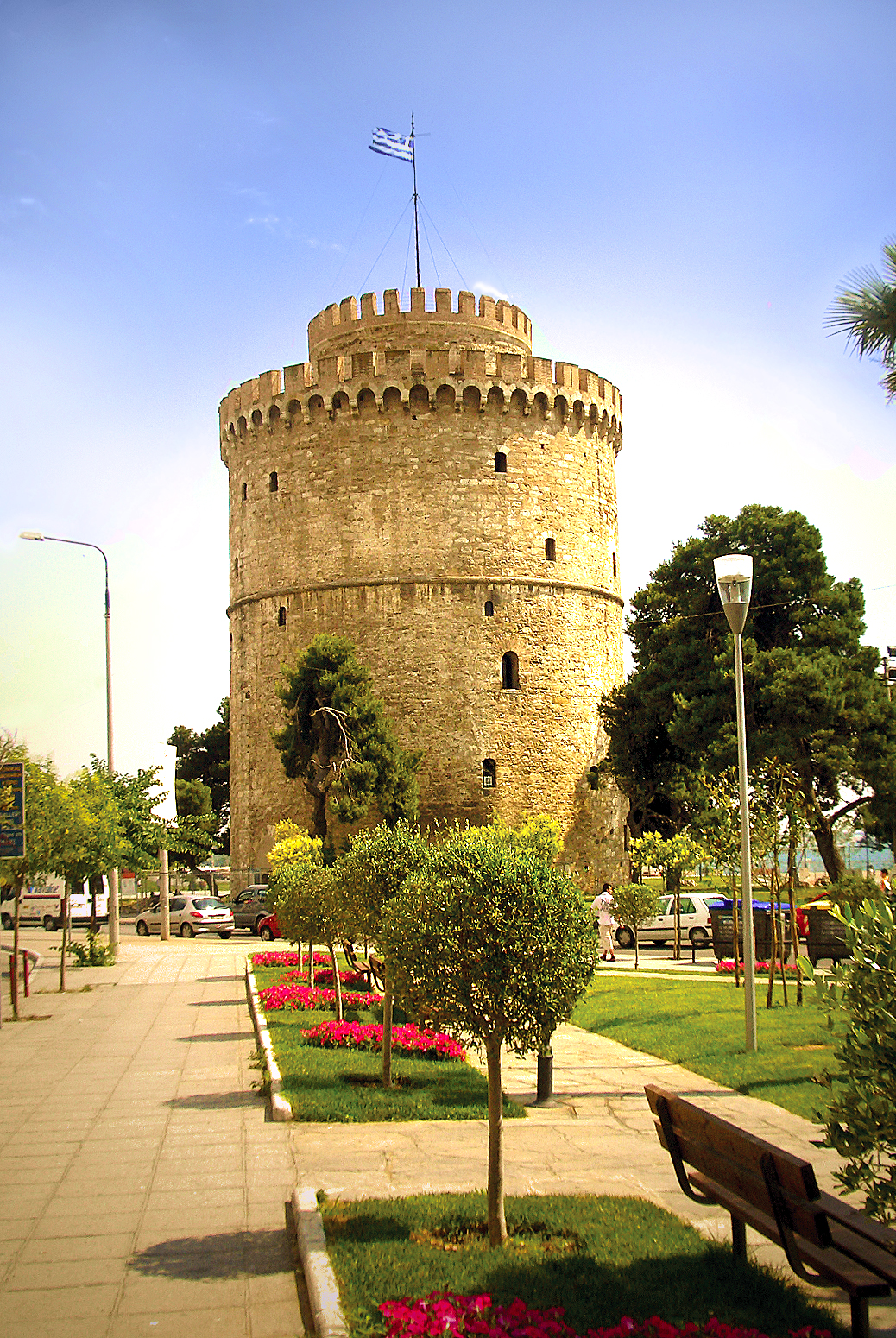
Белая башня сегодня.
Вид на башню.
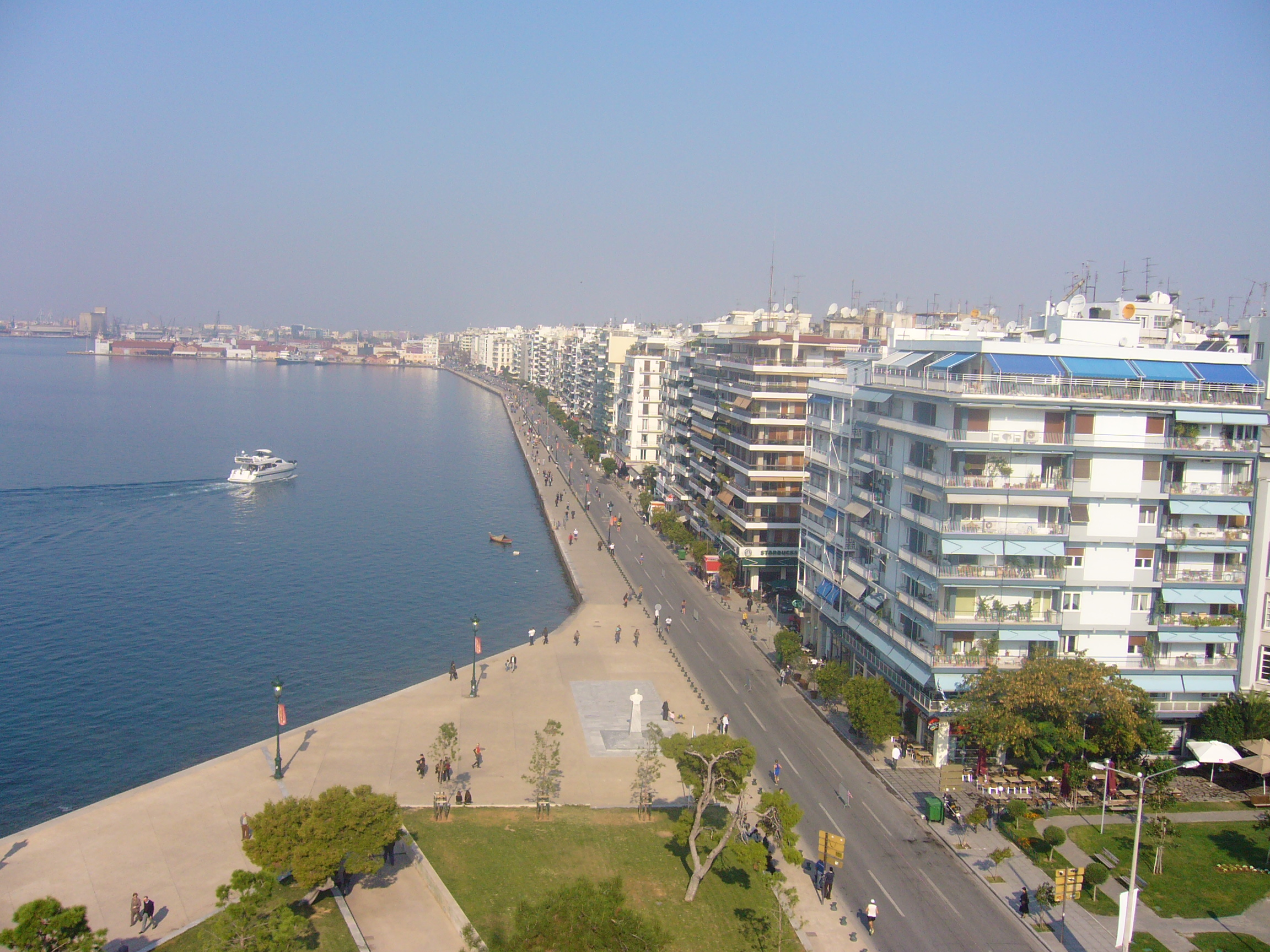
Современный вид с башни.
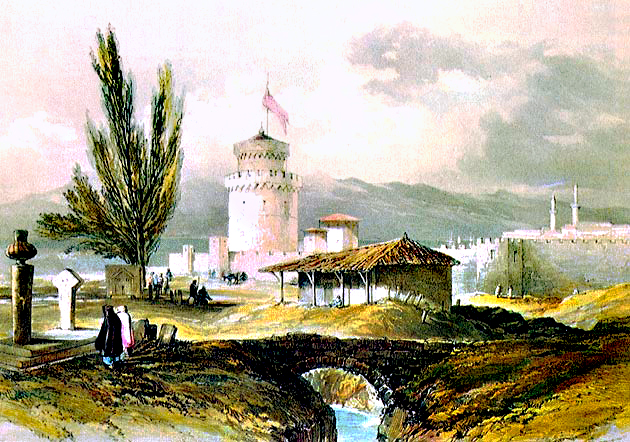
Башня в первой половине XIX века.
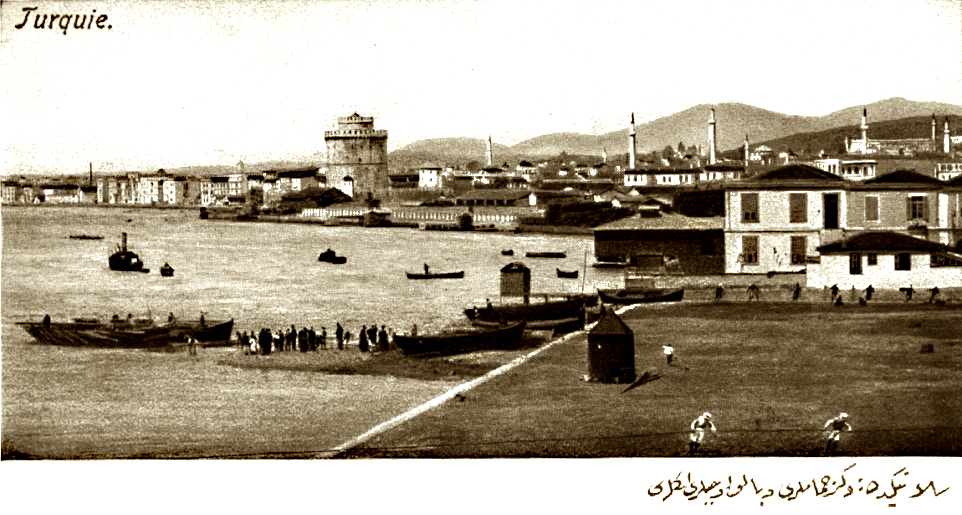
Салоники, вид с башни, вторая половина XIX века.